# Andreas Oggesen
Andreas Oggesen (født 18. marts 1994), er en dansk fodboldspiller, der spiller for den danske fodboldklub Sønderjyske som midtbanespiller. 
Oggesen er født og opvokset i Viborg, men flyttede til Aabenraa med sin familie, hvor han begyndte at spille fodbold i Aabenraa Boldklub. Senere skiftede han til FC Sønderborg i Danmarksserien, hvor han blev spottet af SønderjyskE. Han spillede først på U/19-holdet i klubben, men fik sit gennembrud på førsteholdet i Haderslev, hvor han også studerede ved siden af fodbolden. Han scorede sit første seniormål til resultatet 3-0 i en udekamp mellem SønderjyskE og Brøndby IF, som klubben vandt 3-0 på Brøndby Stadion i en kamp uden tilskuere, da Brøndby havde fået en straf fra DBU. Efter sit kontraktudløb for SønderjyskE i 2016, skrev han kontrakt med FC Fredericia.
Oggesen har optrådt flere gange for U18- og U19-landsholdet.